# USS Noa (DD-343)
USS Noa (DD-343/APD-24) là một tàu khu trục lớp Clemson được Hải quân Hoa Kỳ chế tạo vào cuối Chiến tranh Thế giới thứ nhất. Nó là chiếc tàu chiến đầu tiên của Hải quân Hoa Kỳ được đặt theo tên Chuẩn úy David Bernard Loveman Noa (1878-1901), người tử trận tại Philippines. Noa đã tiếp tục phục vụ trong Chiến tranh Thế giới thứ hai; được cải biến thành một tàu vận chuyển cao tốc và xếp lại lớp với ký hiệu lườn ADP-24, và hoạt động cho đến khi bị đắm tại khu vực quần đảo Solomon do bị tàu khu trục Fullam (DD-474) húc phải vào ngày 12 tháng 9 năm 1944.

## Thiết kế và chế tạo
Noa được đặt lườn vào ngày 18 tháng 11 năm 1918 tại Xưởng hải quân Norfolk ở Portsmouth, Virginia. Nó được hạ thủy vào ngày 28 tháng 6 năm 1919, được đỡ đầu bởi bà Albert Morehead, em gái Chuẩn úy Loveman Noa; và được đưa ra hoạt động vào ngày 15 tháng 2 năm 1921.

## Lịch sử hoạt động

### Giữa hai cuộc thế chiến
Sau khi hoàn tất chạy thử máy ngoài khơi Virginia, Noa bắt đầu hoạt động từ Charleston, South Carolina.  Cho đến tháng 5 năm 1922, nó tham gia các cuộc cơ động huấn luyện ngoài khơi bờ biển Đại Tây Dương. Vào cuối tháng 5, chiếc tàu khu trục lên đường nhận nhiệm vụ tại Trạm Á Châu; đi ngang qua Địa Trung Hải, Aden và Ceylon; đến Singapore vào ngày 14 tháng 8, và đến cảng nhà mới của nó tại Cavite, Philippines vào ngày 30 tháng 9. Trong mùa Hè năm đó, nó tuần tra tại vùng biển Trung Quốc và Philippine trong những nỗ lực nhằm bảo vệ quyền lợi của Hoa Kỳ trong cuộc Nội chiến Trung Quốc vốn sôi động trở lại vào tháng 11 năm 1922.
Vào ngày 27 tháng 2 năm 1927, Noa đi đến Nam Kinh, Trung Quốc để thay phiên cho tàu khu trục USS Simpson, được bố trí tại đây "để bảo vệ tính mạng và tài sản của công dân Hoa Kỳ". Vào ngày 24 tháng 3, cùng với tàu khu trục chị em USS William B. Preston và tàu tuần dương hạng nhẹ Hải quân Anh HMS Emerald, nó đã giúp di tản người nước ngoài khỏi Nam Kinh. Ba chiếc tàu chiến đã dùng hải pháo dựng một làn hỏa lực ngăn chặn tại đồi Socony, đẩy lùi những lực lượng thù địch Trung Quốc; ngăn chặn những tay súng bắn tỉa dọc theo bến Nam Kinh cũng như ngăn chặn các pháo hạm thuộc phe Quốc Dân Đảng. Điều này cho phép những người tị nạn rút lui xuống đồi đến phạm vi an toàn của các tàu chiến Anh và Mỹ. Noa cũng tham gia các cuộc thực hành hạm đội thường lệ nhằm duy trì tình trạng sẵn sàng chiến đấu của thủy thủ đoàn và vũ khí trang bị.
Sau khi quay trở về Hoa Kỳ vào ngày 14 tháng 8 năm 1929, Noa đi vào Xưởng hải quân Mare Island để đại tu trước khi được phân công hoạt động tại vùng bờ Tây. Trong năm năm tiếp theo sau, nó hoạt động ngoài khơi San Diego, California như một đơn vị thuộc Hạm đội Chiến trận. Trong mùa Thu và mùa Đông năm 1929, nó được điều động trợ giúp nhiệm vụ canh phòng máy bay cho các tàu sân bay Langley (CV-1) và Saratoga (CV-3) ngoài khơi bờ biển California, tham gia vào việc phát triển ban đầu các chiến thuật đội tàu sân bay của Hoa Kỳ. Nó cũng tham gia các cuộc tập trận hạm đội từ năm 1930 đến năm 1934. Chiếc tàu khu trục đã phục vụ cho lực lượng dự bị là sinh viên Đại học California, Berkeley, trong chuyến đi huấn luyện từ ngày 17 tháng 6 đến ngày 8 tháng 7 năm 1934. Nó đi đến Philadelphia, Pennsylvania vào ngày 14 tháng 8, được cho xuất biên chế tại đây vào ngày 11 tháng 11 năm 1934 và được đưa về lực lượng dự bị.

### Thế Chiến II
Noa được nhập biên chế trở lại tại Philadelphia vào ngày 1 tháng 4 năm 1940, được bổ sung một thủy phi cơ buộc ngay phía trước sàn sau thay chỗ của một dàn ống phóng ngư lôi, đồng thời một cần cẩu được bố trí cạnh cột ăn-ten chính để nâng và hạ máy bay. Nó đi đến Delaware Capes vào tháng 5, tiến hành các thử nghiệm cùng với một thủy phi cơ XSOC-1 do Đại úy G. L. Heap điều khiển. Chiếc máy bay được đưa xuống mặt nước để cất cánh, rồi được thu hồi bởi chiếc tàu khu trục trên đường đi. Đại úy Heap từng thực hiện một chuyến bay khẩn cấp vào ngày 15 tháng 5 để đưa một người bệnh đến Bệnh viện Hải quân.
Kết quả các thử nghiệm trên thuyết phục được Bộ trưởng Hải quân giá trị của những máy bay tuần tiễu đặt trên tàu khu trục, và vào ngày 27 tháng 5, ông chỉ thị cho sáu tàu trục sẽ được chế tạo thuộc lớp Fletcher (DD 476-481) sẽ được trang bị máy phóng cùng các thiết bị hỗ trợ. Do những khiếm khuyết trong cơ cấu nâng, chương trình bị hủy bỏ vào năm 1943. Khái niệm này bị thất bại không thể trở thành một kỹ thuật tác chiến, nhưng các đội máy bay trinh sát từ tàu khu trục sau này được phục hồi trong một số điều kiện biến đổi trong những chiến dịch đổ bộ sau này.
Noa trải qua phần lớn thời gian trong hai năm tiếp theo thực hiện các nhiệm vụ thử nghiệm và huấn luyện học viên sĩ quan ngoài khơi Annapolis, Maryland. Nó được đại tu tại Xưởng hải quân Boston trong tuần đầu tiên của tháng 12 năm 1941, rồi tham gia các cuộc thực hành tại vịnh Chesapeake cho đến ngày 27 tháng 12. Sau đó, nó đi đến Key West, Florida và tham gia việc chạy thử máy của các đơn vị chủ lực hạm đội trong vịnh Mexico. Sau khi hoạt động như tàu hộ tống và canh phòng máy bay cho tàu sân bay Hornet, nó lên đường đi Hampton Roads. Trên đường đi, sóng lớn đã gây hư hại một phần cầu tàu, và nó phải đi đến Charleston, South Carolina để sửa chữa khẩn cấp.
Noa sau đó đi đến Boston ngang qua Bermuda, và sau khi hoàn tất việc sửa chữa tại Xưởng hải quân Boston, nó được chỉ thị tiến hành các cuộc tuần tra chống tàu ngầm tại khu vực bờ biển Đại Tây Dương, bắt đầu từ ngày 25 tháng 3 năm 1943. Lúc 09 giờ 03 phút ngày 3 tháng 4, chiếc Gulfstate không được hộ tống đã bị trúng hai ngư lôi phóng từ tàu ngầm U-boat Đức U-155 ở khoảng 50 hải lý (93 km) về phía Đông Nam Marathon Key, Florida, khiến làm thiệt mạng tám sĩ quan, 26 thủy thủ và chín lính cận vệ vũ trang. Noa đã đi đến cứu giúp, chuyển ba người trong số người bị thương sang chiếc tàu khu trục để cứu chữa. Nó cũng tham gia chương trình huấn luyện của Trường Thủy âm Hải quân tại Key West. Cho đến ngày 28 tháng 7, nó hoạt động ngoài khơi Key West, làm nhiệm vụ huấn luyện, tuần tra, cứu hộ và hộ tống vận tải.
Noa trình diện để phục vụ cùng Lực lượng Đổ bộ 6 vào ngày 31 tháng 7. Trong tháng 8 và tháng 9, nó được cải biến tại Xưởng hải quân Norfolk thành một tàu vận chuyển cao tốc và được xếp lại lớp với ký hiệu lườn APD-24 vào ngày 10 tháng 8. Công việc hoàn tất vào ngày 17 tháng 9, và sau khi chạy thử máy tại sông Chesapeake, nó rời Norfolk vào ngày 18 tháng 10 hộ tống cho chiếc Sumter (APA-52) đi San Diego ngang qua kênh đào Panama, đến nơi vào ngày 2 tháng 11. Nó khởi hành đi Trân Châu Cảng vào ngày 4 tháng 11, đến nơi vào ngày 10 tháng 11 và trải qua một tuần lễ sửa chữa trong xưởng tàu. Lên đường vào ngày 19 tháng 11, nó hộ tống chiếc SS J. H. Kincaid đi Espiritu Santo, New Hebrides ngang qua Samoa, đến nơi vào ngày 4 tháng 12. Nó lên đường vào ngày 5 tháng 12 để đi Buna, New Guinea, nơi nó làm nhiệm vụ kiểm soát các tàu đổ bộ vào ngày 11 tháng 12. Trong vai trò này, nó đi lại giữa Buna và mũi Cretin, New Guinea. Nó được cho tách khỏi nhiệm vụ này và thả neo ngoài khơi mũi Sudest vào ngày 21 tháng 12.
Noa lên đường đi mũi Gloucester, New Britain vào ngày 25 tháng 12, đến nơi trước bình minh ngày hôm sau. Sau một đợt bắn phá chuẩn bị bởi các đơn vị hải quân và không lực Lục quân, nó cho đổ bộ 144 sĩ quan và binh lính thuộc Sư đoàn 1 Thủy quân Lục chiến. Chiếc tàu vận chuyển quay trở lại mũi Sudest ngang qua Buna vào ngày 27 tháng 12 để đón thêm 203 binh lính thuộc sư đoàn này nhằm tăng cường cho lực lượng tại mũi Gloucester vào ngày 29 tháng 12. Hoạt động của nó tại khu vực mũi Gloucester kéo dài cho đến ngày 1 tháng 3 năm 1944, bao gồm các hoạt động tại quần đảo Bismarck vốn đưa nó tham gia cuộc đổ bộ lên đảo Green từ ngày 15 đến ngày 19 tháng 2.
Tại khu vực vịnh Purvis thuộc quần đảo Solomon, Noa làm nhiệm vụ tuần tra và hộ tống từ ngày 21 tháng 2 đến ngày 7 tháng 3, trước khi lên đường đi đến Tassafaronga Point, Guadalcanal, nơi nó đón lên tàu những đơn vị thuộc Sư đoàn 4 Thủy quân Lục chiến cho cuộc tấn công lên đảo Emirau vào ngày 23 tháng 3. Đến ngày 8 tháng 4, nó quay trở lại mũi Cretin, New Guinea, nơi nó đón lên tàu binh lính cho chiến dịch đổ bộ lên Hollandia kéo dài từ cuối tháng 4 đến ngày 1 tháng 5.
Noa lên đường đi Trân Châu Cảng vào ngày 11 tháng 5, đến nơi vào ngày 23 tháng 5, nơi nó đón lên tàu những đơn vị thuộc Sư đoàn 2 Thủy quân Lục chiến để chuyển đến Saipan. Nó tuần tra tại khu vực ngoài khơi Saipan vào ngày 15 tháng 6, bắn rơi một máy bay đối phương trong ngày hôm đó; và sang ngày hôm sau đã cho đổ bộ binh lính rồi hoạt động tuần tra cho đến ngày 24 tháng 6, khi nó lên đường đi đảo san hô Eniwetok. Nó rời Eniwetok vào ngày 30 tháng 6 hộ tống cho chiếc Clamp (ARS-33) đi Saipan, đến nơi vào ngày 4 tháng 7. Nó tuần tra tại khu trục ngoài khơi Tinian và Saipan trong tuần lễ tiếp theo; và trong các chiến dịch tại Guam từ ngày 12 tháng 7 đến ngày 15 tháng 8, nó hoạt động như một tàu bảo vệ. Đến ngày 16 tháng 8, nó quay trở về Guadalcanal, và vào ngày hôm sau bắt đầu các hoạt động tuần tra từ vịnh Purvis.
Rời vịnh Purvis vào ngày 6 tháng 9, Noa lên đường đi đến quần đảo Palaus cho các hoạt động phá hoại dưới nước. Trên đường đi, nó bị chiếc tàu khu trục Fullam (DD-474) húc phải lúc 03 giờ 50 phút ngày 12 tháng 9 năm 1944, và bắt đầu bị ngập nước. Thủy thủ đoàn của Fullam đã tham gia tích cực các nỗ lực cứu hộ, nhưng lệnh bỏ tàu vẫn phải được đưa ra lúc 05 giờ 01 phút. Đến 07 giờ 00, Hạm trưởng của Noa, Thiếu tá Hải quân H. Wallace Boud, quay trở lại tàu với một đội cứu hộ, bao gồm Đại úy Hải quân George A. Williams, Sĩ quan Máy trưởng, tiến hành các công việc kiểm soát hư hỏng nhằm cứu vớt con tàu. Tuy nhiên những nỗ lực này thất bại; lệnh bỏ tàu lần thứ hai được đưa ra lúc 10 giờ 30 phút, và chiếc tàu khu trục cũ đắm lúc 10 giờ 34 phút với đuôi chìm trước mà không có tổn thất nhân mạng. Hạm trưởng của Fullam bị đưa ra Tòa án Quân sự tại San Francisco, California vào tháng 11 năm 1944 do sai lầm dẫn đến tai nạn này.

## Phần thưởng
Noa được tặng thưởng Huân chương Phục vụ Dương Tử khi phục vụ tại Trung Quốc năm 1927 và năm Ngôi sao Chiến trận do thành tích phục vụ trong Thế Chiến II.